# Francisco Buscató
Francesco Buscató Durlán (ur. 21 kwietnia 1940 w Pineda de Mar) – hiszpański koszykarz, występujący na pozycji rozgrywającego, wicemistrz Europy, trener koszykarski.

## Osiągnięcia

### Drużynowe
- 3. miejsce w Pucharze Europy Zdobywców Pucharów (1973)
- 4. miejsce w Pucharze Europy Zdobywców Pucharów (1971, 1972)
- dwukrotny mistrz Hiszpanii (1959, 1967)[1]
- trzykrotny wicemistrz Hiszpanii (1969, 1971, 1973)
- dwukrotny zdobywa Pucharu Hiszpanii (1959, 1969)[1]
- 7-krotny finalista Pucharu Hiszpanii (1964, 1966, 1968, 1970–1972, 1974)
- 3. miejsce w Pucharze Hiszpanii (1965, 1967, 1973)

### Indywidualne
- Zaliczony do grona 50 Najlepszych Zawodników w historii rozgrywek FIBA (1991)
- 5-krotny uczestnik spotkań FIBA All-Star Games (1968, 1969, 1970, 1971, 1973)

### Reprezentacja
- Wicemistrz Europy (1973)[2]
- dwukrotny wicemistrz igrzysk śródziemnomorskich (1959, 1963)
- trzykrotny uczestnik igrzysk olimpijskich (1960 – 14. miejsce, 1968 – 7. miejsce, 1972 – 11. miejsce)[2]
- 8-krotny uczestnik mistrzostw Europy (1959 – 15. miejsce, 1961 – 13. miejsce, 1963 – 7. miejsce, 1965 – 11. miejsce, 1967 – 10. miejsce, 1969 – 5. miejsce, 1971 – 7. miejsce, 1973)[2]
- trzykrotny uczestnik igrzysk śródziemnomorskich (1959, 1963, 1967)
- Zaliczony do składu All-Tournament Team podczas mistrzostw Europy (1973)

### Inne
- Nagroda Fair Play UNESCO (1970)[1]
- Złoty medal za zasługi dla sportu w Hiszpanii[1]
- Złoty medal za zasługi dla Hiszpańskiej Federacji Koszykówki[1]
- Złoty i srebrny medal za zasługi dla sportu w Barcelonie[1]